# Morgan Fox
Morgan Alexander Fox (Chelmsford, 21 settembre 1993) è un calciatore gallese con cittadinanza inglese, difensore del QPR.

## Caratteristiche tecniche
È un terzino sinistro alto e possente fisicamente.

## Carriera

### Club
È cresciuto nelle giovanili del Charlton. Ha esordito nel calcio professionistico il 30 novembre 2013 con la maglia del Notts County in un match perso 1-0 contro il Brentford. Ha segnato il suo primo gol il 14 Dicembre in un 4-0 contro il Colchester United. Il 25 Aprile 2014, Fox ha firmato un contratto triennale con il Charlton fino al 2017. Ha segnato il suo primo gol con il Charlton in un 2-0 contro i Queens Park Rangers, l'8 Agosto 2015. Nel gennaio 2017, si è trasferito allo Sheffield Wednesday.
Il 7 agosto 2020 viene acquistato a parametro zero dallo Stoke City.

### Nazionale
Ha giocato nella nazionale gallese Under-21.

## Statistiche

### Presenze e reti nei club
Statistiche aggiornate al 1° marzo 2025.
| Stagione                   | Squadra                    | Campionato                 | Campionato | Campionato | Coppe nazionali | Coppe nazionali | Coppe nazionali | Coppe continentali | Coppe continentali | Coppe continentali | Altre coppe | Altre coppe | Altre coppe | Totale | Totale | Totale |
| Stagione                   | Squadra                    | Comp                       | Pres       | Reti       | Comp            | Pres            | Reti            | Comp               | Pres               | Reti               | Comp        | Pres        | Reti        | Pres   | Reti   |        |
| -------------------------- | -------------------------- | -------------------------- | ---------- | ---------- | --------------- | --------------- | --------------- | ------------------ | ------------------ | ------------------ | ----------- | ----------- | ----------- | ------ | ------ | ------ |
| nov. 2013-gen. 2014        | Notts County               | FL1                        | 7          | 1          | FACup+CdL       | -               | -               | -                  | -                  | -                  | FLT         | -           | -           | 7      | 1      |        |
| gen.-giu. 2014             | Charlton                   | FLC                        | 6          | 0          | FACup+CdL       | 1+0             | 0               | -                  | -                  | -                  | -           | -           | -           | 7      | 0      |        |
| 2014-2015                  | Charlton                   | FLC                        | 31         | 0          | FACup+CdL       | 1+2             | 0               | -                  | -                  | -                  | -           | -           | -           | 34     | 0      |        |
| 2015-2016                  | Charlton                   | FLC                        | 42         | 1          | FACup+CdL       | 1+2             | 0               | -                  | -                  | -                  | -           | -           | -           | 45     | 1      |        |
| 2016-gen. 2017             | Charlton                   | FL1                        | 24         | 0          | FACup+CdL       | 3+1             | 0               | -                  | -                  | -                  | FLT         | 2           | 0           | 30     | 0      |        |
| Totale Charlton            | Totale Charlton            | Totale Charlton            | 103        | 1          |                 | 11              | 0               |                    | -                  | -                  |             | 2           | 0           | 116    | 1      |        |
| gen.-giu. 2017             | Sheffield Weds             | FLC                        | 10         | 1          | FACup+CdL       | -               | -               | -                  | -                  | -                  | -           | -           | -           | 10     | 1      |        |
| 2017-2018                  | Sheffield Weds             | FLC                        | 28         | 0          | FACup+CdL       | 4+0             | 0               | -                  | -                  | -                  | -           | -           | -           | 32     | 0      |        |
| 2018-2019                  | Sheffield Weds             | FLC                        | 25         | 0          | FACup+CdL       | 3+1             | 0               | -                  | -                  | -                  | -           | -           | -           | 29     | 0      |        |
| 2019-2020                  | Sheffield Weds             | FLC                        | 27         | 2          | FACup+CdL       | 3+2             | 1+0             | -                  | -                  | -                  | -           | -           | -           | 32     | 3      |        |
| Totale Sheffield Wednesday | Totale Sheffield Wednesday | Totale Sheffield Wednesday | 90         | 3          |                 | 13              | 1               |                    | -                  | -                  |             | -           | -           | 103    | 4      |        |
| 2020-2021                  | Stoke City                 | FLC                        | 20         | 0          | FACup+CdL       | 0+2             | 0               | -                  | -                  | -                  | -           | -           | -           | 22     | 0      |        |
| 2021-2022                  | Stoke City                 | FLC                        | 10         | 0          | FACup+CdL       | 2+1             | 0               | -                  | -                  | -                  | -           | -           | -           | 13     | 0      |        |
| 2022-2023                  | Stoke City                 | FLC                        | 40         | 0          | FACup+CdL       | 2+1             | 0               | -                  | -                  | -                  | -           | -           | -           | 43     | 0      |        |
| Totale Stoke City          | Totale Stoke City          | Totale Stoke City          | 70         | 0          |                 | 8               | 0               |                    | -                  | -                  |             | -           | -           | 78     | 0      |        |
| 2023-2024                  | QPR                        | FLC                        | 20         | 1          | FACup+CdL       | 1+1             | 0               | -                  | -                  | -                  | -           | -           | -           | 22     | 1      |        |
| 2024-2025                  | QPR                        | FLC                        | 18         | 1          | FACup+CdL       | 0               | 0               | -                  | -                  | -                  | -           | -           | -           | 18     | 1      |        |
| Totale QPR                 | Totale QPR                 | Totale QPR                 | 38         | 2          |                 | 2               | 0               |                    | -                  | -                  |             | -           | -           | 40     | 2      |        |
| Totale carriera            | Totale carriera            | Totale carriera            | 308        | 7          |                 | 34              | 1               |                    | -                  | -                  |             | 2           | 0           | 344    | 8      |        |